# Rheinische Landesbibliothek Koblenz

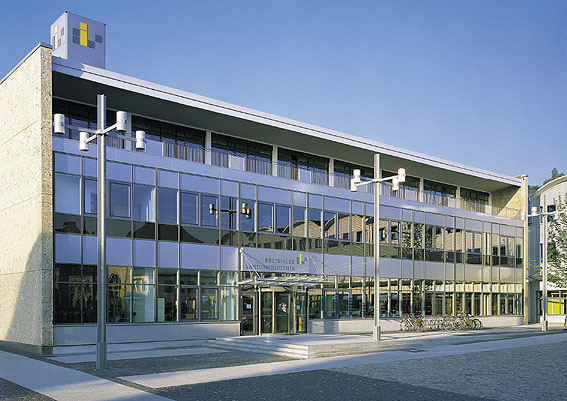
Die Rheinische Landesbibliothek in Koblenz

Die Rheinische Landesbibliothek Koblenz (RLB) ist eine wissenschaftliche Regionalbibliothek mit Sitz in Koblenz (Rheinland-Pfalz). Sie ist eine Einrichtung des Landes Rheinland-Pfalz unter der Aufsicht des Ministeriums für Bildung, Wissenschaft, Weiterbildung und Kultur.
Durch Organisationserlass des Kultusministers am 11. Mai 1987 errichtet und im März 1990 eröffnet, ist sie im Kreis der Regionalbibliotheken eine junge Institution mit einem vergleichsweise geringen Buchbestand – im Jahre 2015 waren es rund 1,7 Millionen Bücher – und verfügt nicht über einen gewachsenen historischen Buchbestand. Zurzeit sind ca. 10.200 Bände vor 1900 im Bestand, davon 90 Titel aus dem 16. Jahrhundert, 160 Titel aus dem 17. Jahrhundert; der Rest stammt aus dem 18. Jahrhundert. Durch antiquarische Käufe wird versucht, landeskundliche Literatur zum Einzugsgebiet der Bibliothek, die Pflichtexemplarbibliothek für den ehemaligen Regierungsbezirk Koblenz ist, nachträglich zu erwerben. Als Dauerleihgabe verwahrt sie Teile des wissenschaftlichen Buchbestands der Stadtbibliothek Koblenz, deren wertvoller Altbestand davon aber nicht betroffen ist. 
Zusammen mit der Pfälzischen Landesbibliothek Speyer, der Stadtbibliothek Mainz und der Stadtbibliothek Trier erstellt die Rheinische Landesbibliothek die Rheinland-Pfälzische Bibliographie, in der alle Veröffentlichungen verzeichnet werden, die sich inhaltlich mit dem Land Rheinland-Pfalz oder seinen Vorgängerterritorien befassen. 2022 umfasste die kostenlos nutzbare Datenbank weit über 500.000 Literaturhinweise zum Land aus allen Wissensgebieten. Weiterhin erstellt sie die Rheinland-Pfälzische Personendatenbank, eine Datenbank mit ca. 12.000 Kurzbiographien.
Die RLB ist Pädagogische Zentralbibliothek für das Land Rheinland-Pfalz.
Die Bibliothek bemüht sich um ein modernes Internetangebot mit Online-Katalog und einem Pilotprojekt zur Webarchivierung (edoweb: Rheinland-pfälzischer Archivserver für elektronische Dokumente und Websites).
Am 1. September 2004 wurde die RLB mit der Pfälzischen Landesbibliothek Speyer, der Bibliotheca Bipontina Zweibrücken, der Büchereistelle Koblenz (früher: Landesbüchereistelle Koblenz) und der Büchereistelle Neustadt (früher: Staatliche Büchereistelle Rheinhessen-Pfalz Neustadt an der Weinstraße) zum Landesbibliothekszentrum Rheinland-Pfalz verschmolzen.